# Fremtid søges!
Fremtid søges! er en dansk dokumentarfilm fra 1982 med instruktion og manuskript af Dola Bonfils.

## Handling
En engageret skildring af fire arbejdsløse unge: damefrisøren Conny, studenten Arne, Pia, der ikke har nogen uddannelse og står med et barn på 2 år, samt Kim, for hvem arbejdsløsheden er ved at blive en farlig livsform.